# Hospital das Clínicas da Universidade Federal de Minas Gerais
O Hospital das Clínicas da Universidade Federal de Minas Gerais é um hospital universitário, público geral que realiza atividades de ensino, pesquisa e assistência. Localizado na cidade de Belo Horizonte, capital de Minas Gerais, incorpora o chamado Campus Saúde da UFMG. 
Unidade Especial da UFMG, o HC é campo de ensino para os cursos de Medicina, Enfermagem, Farmácia, Fisioterapia, Odontologia, Terapia Ocupacional, Psicologia, Nutrição e Fonoaudiologia. Atualmente, é administrado pela Empresa Brasileira de Serviços Hospitalares.

## História
Inaugurado no dia 21 de agosto de 1928, o complexo hospitalar surgiu a partir do agrupamento de algumas clínicas ao redor da Faculdade de Medicina da UFMG. Nesse mesmo ano, foi iniciada a construção de um prédio central. Em 1955, o complexo hospitalar passou a se chamar Hospital das Clínicas.
Atualmente o complexo hospitalar é formado por um edifício central, o Hospital São Vicente de Paulo e 07 prédios anexos para atendimento ambulatorial: Ambulatório Bias Fortes, Anexo Osvaldo Costa, Ambulatório São Vicente, Hospital Borges da Costa, Hospital São Geraldo e o CTRDIP Orestes Diniz, além da Moradia dos Médicos Residentes (Anexo Maria Guimarães).

## Estrutura
O Hospital das Clínicas da UFMG é formado por um complexo de edificações que conta com o Hospital São Vicente de Paulo, como prédio principal, sete anexos para atendimento ambulatorial e a moradia para médicos residentes.

### Hospital São Vicente de Paulo
- Administração geral
- Unidades de internação
- Unidade de urgência
- Apoio diagnóstico

### Hospital São Geraldo
- Fonoaudiologia
- Oftalmologia
- Otorrinolaringologia
- Unidade de Internação e Bloco Cirúrgico próprios
- Urgência Oftalmológica 24h

### Hospital Borges da Costa
- Cancerologia Adulto e Pediátrica
- Quimioterapia
- Hematologia
- Cirurgia Ambulatorial
- Endocrinologia
- Saúde Mental

### Ambulatório Bias Fortes
- Policlínica
- Serviço de Arquivo Médico e Estatística (SAME)
- Ambulatório de Doenças Profissionais
- Ortopedia e Traumatologia

### Centro Jenny Faria de Assistência à Saúde do Idoso e da Mulher
- Ginecologia
- Planejamento Familiar
- Pré-Natal
- Obstetrícia
- Geriatria
- Instituto Alfa de Gastroenterologia
- Fisioterapia

### Ambulatório São Vicente
- Pediatria

### Anexo Osvaldo Costa
- Dermatologia Clínica e Cirúrgica

### Anexo Maria Guimarães
- Moradia dos médicos residentes

### CTRDIP ( Centro de Treinamento e Referência de Doenças Infectoparasitárias) Orestes Diniz
- Centro de referência no tratamento de doenças infecto-parasitárias

## Hospital das Clinicas em números
Um dos maiores prestadores de serviços de saúde de Minas Gerais, o Hospital das Clínicas da UFMG é referência no tratamento de patologias de média e alta complexidade, colocando toda a sua estrutura em favor do melhor tratamento para os seus pacientes, exlusivamente através do Sistema Único de Saúde.

## Atualidades
No antigo Ambulatório Carlos Chagas, está sendo construído o Centro Jenny Faria de Assistência à Saúde do Idoso e da Mulher.
O prédio principal localiza-se no Campus da Saúde da Universidade Federal de Minas Gerais, no centro da região hospitalar de Belo Horizonte.
1. ↑  https://ufmg.br/comunicacao/noticias/hospital-das-clinicas-comemora-94-anos-neste-domingo-21-08
2. ↑  https://www.rmmg.org/artigo/detalhes/544
3. ↑  https://www.ufmg.br/boletim/bol1621/5.shtml